# Ronde van Duitsland 1952
De Deutschland Rundfahrt 1952 was de 14e editie van de Ronde van Duitsland. De koers werd verreden van 6 tot 15 augustus 1952. Titelverdediger was Guido De Santi. De Belg Isidoor De Ryck werd eindwinnaar. Voor de eerste maal was er een volledig Belgisch podium, met verder nog Marcel De Mulder en Raymond Impanis. Het bergklassement ging naar de Oostenrijker Kurt Schneider.

## Parcours en deelnemers
Lange tijd was onduidelijk of deze editie doorgang kon vinden, omdat de IRA (industriële gemeenschap voor de promotie van fietsen) werd ontbonden. Hoewel de plannen voor een volgende editie er al waren, bleef dit tot 1955 de laatste editie. Dit kwam mede omdat de organisator Hermann Schwartz kampte met ziekte. Aan de andere kant kreeg de sponsor moeilijk de financiële kosten eruit. Dit kwam omdat het evenement gelijk was met de Ronde van Frankrijk. Daardoor stonden niet de grootste coureurs aan de start, waardoor fans wegbleven. Deze editie kende 2811,6 kilometer en begon en eindigde in Frankfurt am Main.
Aan de start stonden dit jaar 63 renners, waarvan 45 renners deze wedstrijd uit reden.

## Etappeschema
| Et. | Dag         | Start – Finish               | Sponsor van de etappe      | km         | Etappewinnaar    | Klassementsleider |
| --- | ----------- | ---------------------------- | -------------------------- | ---------- | ---------------- | ----------------- |
| 1   | 6 augustus  | Frankfurt am Main – Einbeck  | Heidemann                  | 293,6      | Werner Holthöfer | Werner Holthöfer  |
| 2a  | augustus    | Einbeck – Braunschweig       | Continental Gummi Werke AG | 122,4      | Oreste Conte     | Oreste Conte      |
| 2b  | augustus    | Braunschweig – Hannover      |                            | 76,5 (ITT) | Jean Kirchen     | Oreste Conte      |
| 3   | augustus    | Hannover – Essen             | Ruberg                     | 253        | Robert Bintz     | Isidoor De Ryck   |
| 4   | augustus    | Essen – Köln                 | Zündapp                    | 223        | Marcel Demulder  | Isidoor De Ryck   |
| 5   | augustus    | Köln – Trier                 | Bitburger Pils             | 194,5      | Heinz Müller     | Isidoor De Ryck   |
| 6.  | augustus    | Trier – Wiesbaden            | Horex                      | 206,1      | Harm Smits       | Isidoor De Ryck   |
| 7   | augustus    | Wiesbaden – Karlsruhe        | Phönix                     | 243        | Gerhard Stubbe   | Isidoor De Ryck   |
| 8   | augustus    | Karlsruhe – Lörrach          | Express-Werke              | 210,4      | Hermann Schild   | Isidoor De Ryck   |
| 9a  | augustus    | Lörrach – Schaffhausen       | Weinmann                   | 99,7       | Robert Bintz     | Isidoor De Ryck   |
| 9b  | augustus    | Schaffhausen – Ravensburg    |                            | 111        | Heinz Müller     | Isidoor De Ryck   |
| 10  | augustus    | Ravensburg – Augsburg        | Schwäbische Landeszeitung  | 237        | Günther Pankoke  | Isidoor De Ryck   |
| 11  | augustus    | Augsburg – Nürnberg          | Bosch                      | 251        | Heinz Müller     | Isidoor De Ryck   |
| 12  | 19 augustus | Nürnberg – Frankfurt am Main | Continental Gummi Werke AG | 290        | Edward Peeters   | Isidoor De Ryck   |

## Eindklassement
|   | Renner           | Tijd        |
| - | ---------------- | ----------- |
| 1 | Isidoor De Ryck  | 80h 12' 41" |
| 2 | Marcel De Mulder | + 4' 04"    |
| 3 | Raymond Impanis  | + 25' 07"   |
| 4 | Heinz Müller     | + 26' 05"   |
| 5 | Guido De Santi   | + 27' 19"   |

## Bergklassement
|   | Renner          | Punten    |
| - | --------------- | --------- |
| 1 | Kurt Schneider  | 22 punten |
| 2 | Ernst Rudolf    | 17 punten |
| 3 | Roger Gyselinck | 17 punten |